# Liste der Einträge im National Register of Historic Places im Maries County

Lage des Maries County in Missouri

Die Liste der Einträge im National Register of Historic Places im Maries County in Missouri führt die Bauwerke und historischen Stätten im Maries County auf, die in das National Register of Historic Places aufgenommen wurden.
| [ 3 ] | Name                                   | Bild                                   | Eintragsdatum        | Lage                                                     | Ort    | Beschreibung |
| ----- | -------------------------------------- | -------------------------------------- | -------------------- | -------------------------------------------------------- | ------ | ------------ |
| 1     | Maries County Jail and Sheriff’s House | Maries County Jail and Sheriff’s House | 2002 ID-Nr. 02000101 | 5th Street Ecke Mill Street 38° 11′ 11″ N, 91° 56′ 46″ W | Vienna |              |